# Richard Landström
Richard "Xizt" Landström je švédský profesionální hráč her Counter-Strike a Counter-Strike: Global Offensive. Svoji kariéru začal v roce 2009 v týmu Laget. V CS během 2 let vystřídal 4 týmy a pak šel do týmu fnatic. Ve fnatic strávil necelé 2 roky a následně začal hrát CS:GO. Jeho první tým v CS:GO byl ROCKSTAR. Po několika měsících ale Lindström odešel do obnoveného týmu Ninjas in Pyjamas. Do 13. února 2018 byl členem právě tohoto týmu, společně s Christopherem Alesundem, Patrikem Lindbergem, Williamem Sundinem a Fredrikem Sternerem. Dne 13. února 2018 se rozhodl odejít z aktivní sestavy NiP, byl nahrazen Dennisem Edmanem. Posléze působil jako stand-in v mezinárodním celku FaZe Clan místo Olofa Kajbjera, kde pomohl FaZe vyhrát IEM Sydney 2018. Xizt se 25. května připojil k týmu fnatic, kde nahradil Jonas Olofssona. V týmu působí na pozici in-game leadera. 21. ledna 2020 oznámila organizace Dignitas, že se vrací na Counter-Strike: Global Offensive scénu s legendárními hráči, kteří se proslavili v týmu Ninjas in Pyjamas. Tým je složen z Christophera Alesunda, Patrika Lindberga, Adama Friberga, Richarda Landströma a vycházejícího talentovaného hráče Håkona "hallzerk" Fjærliho. Trenérem týmu je Robin "Fifflaren" Johansson.